# Barnsdall Main Street Well Site

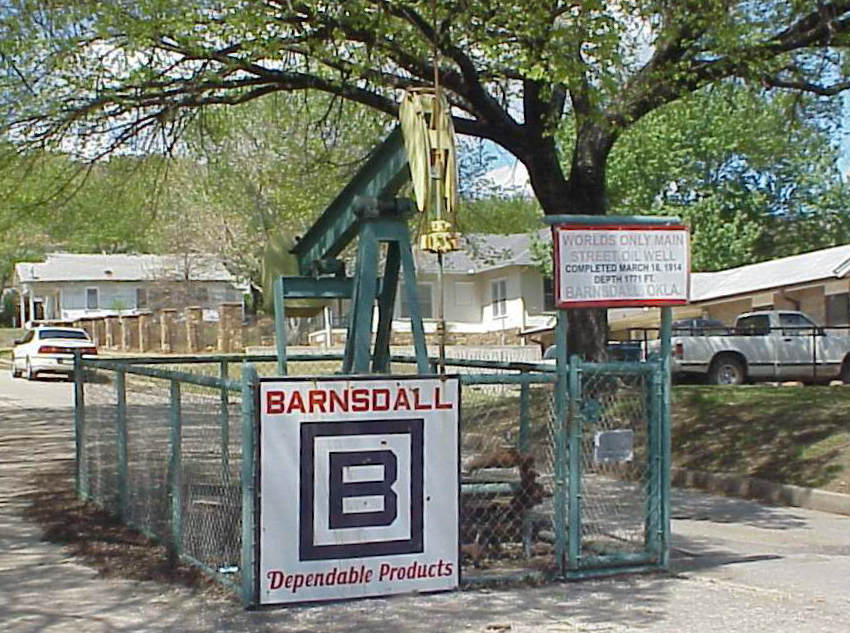
Barnsdall Main Street Well Site (2007)

Die Barnsdall Main Street Well Site (auch bekannt als Indian Territory Illuminating Oil Company Well #20) ist eine historische Ölquelle im Norden des US-Bundesstaates Oklahoma, im Osage County, in den Vereinigten Staaten. Sie befindet sich westlich der Abzweigung des Oklahoma State Highway 11 zur Main Street, mitten auf der Hauptstraße in Barnsdall und ist somit weltweit einzigartig. Die Quelle ist eine beliebte Touristenattraktion.
Die Erdölgewinnung begann am 18. März 1914 und wurde von der Indian Territory Illuminating Oil Company durchgeführt. Die Bohrtiefe erreichte 540 Meter. Das Fundament des Bauwerks besteht aus Beton.
Die Barnsdall Main Street Well Site wurde vom National Register of Historic Places mit der Nummer 97001153 am 1. Oktober 1997 als nationales historisches Denkmal aufgenommen.